# Ri Pyong-sam
Ri Pyong-sam ist ein nordkoreanischer Politiker der Partei der Arbeit Koreas (PdAK) sowie Generaloberst der Koreanischen Volksarmee, der unter anderem Kandidat des Politbüros des Zentralkomitees (ZK) der PdAK sowie Leiter der Politischen Abteilung des Ministeriums für Volkssicherheit. Als solcher leitete er die politische Ausbildung und das Parteileben der Mitglieder des Ministeriums für Volkssicherheit sowie der Inneren Volkssicherheitskräfte.

## Leben
Ri Pyong-sam trat nach dem Schulbesuch in den Inneren Volkssicherheitsdienst Nordkoreas ein und arbeitete seither im Ministerium für Volkssicherheit. Im April 1992 wurde er zum Generalleutnant befördert und gehörte 1997 als Mitglied  zum Beisetzungskomitee bei der Bestattung von Marschall Ch'oe Kwang, dem damaligen Minister für die Volksverteidigungskräfte. 1998 wurde er erstmals zum Deputierten der Obersten Volksversammlung gewählt und am 13. April 1999 zum Generaloberst befördert.
Generaloberst Ri, der Leiter der Politischen Abteilung des Ministeriums für Volkssicherheit ist, nahm an mehreren Treffen mit Offizieren der chinesischen Volksbefreiungsarmee teil und war teilweise auch Leiter derartiger Zusammenkünfte. Am 23. Oktober 2002 gehörte er erstmals zu den Begleitern von Kim Jong-il bei dessen Inspektionsbesuch bei der Volksarmeeeinheit 507. 2003 wurde er als Deputierter der Obersten Volksversammlung wiedergewählt und nahm auch zwischen 2009 und 2011 an zahlreichen Truppen- und Inspektionsbesuchen von Kim Jong-il teil.
Ri Pyong-sam, der 2009 auch wieder zum Deputierten der 12. Obersten Volksversammlung gewählt wurde, gehörte 2010 zu den Mitgliedern des Begräbniskomitees bei der Beisetzung von Vizemarschall Jo Myong-rok, der zuletzt Erster Vize-Vorsitzender der Nationale Verteidigungskommission war.
Auf der dritten Parteikonferenz der Partei der Arbeit Koreas am 28. September 2010 wurde er zum Mitglied des ZK der PdAK gewählt und 19. Oktober 2011 vom Präsidium der Obersten Volksversammlung mit dem Orden „Held der Arbeit“ ausgezeichnet. Zuletzt wurde er im April 2012 zum Kandidaten des Politbüros des ZK gewählt.